# エメカ・バジル
エメカ・マイケル・バジル（英語: Emeka Michael Basil、2001年1月22日 - ）は、ナイジェリアのサッカー選手。ポジションはFW。

## クラブ歴
2019年にFK RFSで選手となり、同年11月3日にヴィルスリーガで選手初出場を記録した。この時のチームメイトに瀬戸貴幸が居り、後の来日コメントの際に名を挙げている。翌年にFKイェルガヴァ、FKトゥクムス2000に期限付き移籍で在籍した。
2021年にリガFCでラトビア・カップに出場した。
同年8月7日に日本フットボールリーグのFC TIAMO枚方に完全移籍で加入した。同年10月30日のヴェルスパ大分戦で初出場、2022年3月21日の同じくヴェルスパ大分戦で初得点を記録した。
2025年、VELAGO生駒へ移籍。